# Ona Suncovienė
Ona Suncovienė (* 6. Januar 1957 in Anga, Asino, Oblast Tomsk) ist eine litauische Politikerin.

## Biografie
Ona lernte an der Kurnėnai Schule und in der Kindermusikschule in Alytus. Nach dem Abitur 1975 in Miroslavas absolvierte sie das Diplomstudium der litauischen Sprache und Literatur an der Vilniaus universitetas, 1988 das Studium des Kulturmanagements am Lietuvos valstybinė konservatorija und 2000 das Masterstudium der Politik an der VU.
Von 1990 bis 1996 war sie stellvertretende Bürgermeisterin von Alytus, von 1996 bis 2000 Mitglied im Seimas, 2005 Leiterin des Amtsbezirks Žirmūnai.
Seit 1993 ist sie Mitglied der Tėvynės sąjunga.